# European Land Mammal Mega Zones
Le European Land Mammal Mega Zones (abbreviate in: ELMMZ, e più comunemente note come European land mammal ages e abbreviate in ELMA) sono porzioni delle  stratificazioni rocciose con un preciso contenuto fossilifero (biozone), caratterizzato dalla presenza di fossili della fauna di mammiferi terrestri dell'Europa.
Queste biozone coprono gran parte del Cenozoico, con particolare riferimento a Neogene e Paleogene. Si tratta pertanto di stratificazioni rocciose con età comprese tra 65,5 e 2,588 milioni di anni fa (Ma). Nei casi in cui i fossili di mammiferi siano particolarmente abbondanti, gli stratigrafi e paleontologi possono usare queste biozone come una valida alternativa regionale ai classici stadi della scala dei tempi geologici della Commissione internazionale di stratigrafia (ICS).
Le European Land Mammal Mega Zones vengono a volte indicate come età, stadi o intervalli, mentre viene considerato preferibile utilizzarle solo in senso biostratigrafico e quindi come biozone.

## Metodi biostratigrafici
Le zone a mammiferi, come tutte le biozone, sono state stabilite utilizzando i nomi dei luoghi dove è stato ritrovato il materiale fossile. Il metro di misura sono sempre i limiti cronologici dello strato, definiti dalla prima comparsa di un dato taxon o dall'ultima comparsa di una altro genere. Nel caso che fossili di taxa differenti siano ritrovati nello stesso orizzonte stratigrafico, le zone vengono a sovrapporsi.
La stratigrafia terrestre del Cenozoico è in generale più difficoltosa di quella dei depositi marini, che contengono fossili non presenti nei sedimenti terrestri. Questo può rendere problematica la correlazione con le scale geologiche dell'ICS.
Le biozone dei mammiferi europei sono state stabilite in modo differenziato per il Paleogene (66-23,03 milioni di anni fa) con 8 zone, e per il Neogene (23,03-2,58 milioni di anni fa) con 7 zone. Alcune di queste biozone, in particolare per il Neogene, erano già state introdotte nel XIX secolo. Ad esempio il Villafranchiano era stato introdotto da Lorenzo Pareto nel 1865.
 
Una suddivisione più articolata fu proposta nel 1975 da Pierre Mein, che divise il Neogene in 17 zone, note come zonazione MN, e individuate dalle lettere MN (Mammal Neogene) seguite da un numero progressivo.
In modo analogo venne stabilita una suddivisione in 30 zone per il Paleogene; queste zone vengono indicate dalle lettere MP (Mammal Paleogene) e un numero progressivo che parte dalla più vecchia per finire alla più giovane.

## Le zone biostratigrafiche del Neogene
Le European Land Mammal Mega Zones hanno spesso la loro base alla prima apparizione di una data specie o genere di mammiferi. La numerazione è progressivamente crescente a partire dalle zone più antiche, cosicché le più recenti hanno i numeri più alti. In seguito alla ridefinizione dei confini tra Neogene e Quaternario, attualmente la MN 17 è di fatto considerata una biozona del Quaternario.
| Biozona | Piccoli mammiferi                                                              | Grandi mammiferi |
| ------- | ------------------------------------------------------------------------------ | --- |
| MN 17   | Kislangia gusi, Mimomys tornensis, Mimomys pliocaenicus, Mimomys reidi         | Eucladoceros |
| MN 16   | Kislangia ischus, Mimomys polonicus, Kislangia cappettai, Mimomys hajnackensis | Equus, Mammuthus (mammoth), Homotherium, Megantereon, Ursus etruscus, Pliohyaena perrieri, Gazellospira torticornis, Arvernoceros ardei, Hesperidoceras merlai, Cervus perrieri |
| MN 15   | Mimomys occitanus, Oryctolagus, Mimomys vandemeuleni, Mimomys davakosi         | Chasmaporthetes lunensis |
| MN 14   | Promimomys, Trilophomys, Celadensia, Castor                                    | Sus arvernensis, Croizetoceros, Acinonyx, Lynx issiodorensis |
| MN 13   | Paraethomys, Rhagapodemnus, Stephanomys, Apodemus, Apocricetus                 | Parabos, Paracamelus, Agriotherium, Apocricetus, Nyctereutes, Hexaprotodon |
| MN 12   | Parapodemus barbarae, Huerzelerimys turoliensis                                | Pliocervus, Hispanodorcas, Palaeoryx, Occitanomys adroveri, Procapreolus |
| MN 11   | Parapodemus lugdunensis, Huerzelerimys vireti, Occitanomys sondaari            | Birgerbohlinia, Lucentia |
| MN 10   | Rotundomys, Pliopetaurista, Schreuderia, Progonomys cathalai                   | Hyaenictis almerai, Adcrocuta eximia, Microstonyx major, Tragoportax gaufryi |
| MN 9    | Cricetulodon                                                                   | Hippotherium, Decennatherium, Machairodus |
| MN 7/8  | Megacricetodon ibericus, Megacricetodon gregarius                              | Parachleuastochoerus, Propotamochoerus, Palaeotragus, Protragocerus, Tetralophodon                                                                                              |
| MN 6    | Megacricetodon crusafonti, Megacricetodon gersi                                | Tethytragus, Hispanomeryx, Euprox, Listriodon |
| MN 5    | Megacricetodon collongensis                                                    | Miotragocerus, Micromeryx, Heteroprox, Hispanotherium |
| MN 4    | Megacricetodon primitivus                                                      | Bunolistriodon, Dorcatherium, Chalicotherium, Eotragus, Prodeinotherium |
| MN 3    |                                                                                | Gomphotherium, Procervulus, Lagomeryx, Actoocemas, Palaeomeryx, Brachyodus, Anchitherium, Aureliachoerus, Hemicyon                                                              |
| MN 2    | Ligerimys, Prolagus, Lagopsis, Ritterneria manca                               | Teruelia, Lorancameryx, Oriomeryx, Pseudaelurus, Xenohyus, Andegameryx, Amphitragulus                                                                                           |
| MN 1    | Rhodanomys schlosseri, Vasseuromys                                             | Hyotherium |